# Juegos de la Mancomunidad de 1950
Los IV Juegos de la Mancomunidad se celebraron en Auckland (Nueva Zelanda), del 4 al 11 de febrero de 1950, bajo la denominación Juegos del Imperio Británico de Auckland 1950.

Participaron un total de 590 deportistas representantes de 12 países miembros de la Mancomunidad de Naciones. El total de competiciones fue de 88 repartidas en 9 deportes.

## Medallero
| Núm. | País          | Oro | Plata | Bronce | Total |
| ---- | ------------- | --- | ----- | ------ | ----- |
| 1    | Australia     | 34  | 27    | 19     | 80    |
| 2    | Inglaterra    | 19  | 16    | 13     | 48    |
| 3    | Nueva Zelanda | 10  | 22    | 22     | 54    |
| 4    | Canadá        | 8   | 9     | 13     | 30    |
| 5    | Sudáfrica     | 8   | 4     | 8      | 20    |
| 6    | Escocia       | 5   | 3     | 2      | 10    |
| 7    | Malasia       | 2   | 1     | 1      | 4     |
| 8    | Fiyi          | 1   | 2     | 2      | 5     |
| 9    | Ceilán        | 1   | 2     | 0      | 3     |
| 10   | Nigeria       | 0   | 1     | 0      | 1     |
| 10   | Gales         | 0   | 1     | 0      | 1     |
| 10   | Rodesia       | 0   | 1     | 0      | 1     |
|      | TOTAL         | 88  | 89    | 80     | 257   |

| Predecesor: Sídney 1938 | IV Juegos de la Mancomunidad 1950 | Sucesor: Vancouver 1954 |